# Mycoaciella flavomarginata
Mycoaciella flavomarginata är en svampart som beskrevs av Hjortstam 1993. Mycoaciella flavomarginata ingår i släktet Mycoaciella och familjen Meruliaceae.   Inga underarter finns listade i Catalogue of Life.